# Be (album Commona)
Be – szósty album amerykańskiego rapera Commona, wydany w maju 2005 roku. Został wyprodukowany przez Kanye Westa i J Dilla.

## Lista utworów
1. „Be” (Intro)
2. „The Corner”
3. „Go!”
4. „Faithful”
5. „Testify”
6. „Love is...”
7. „Chi-City”
8. „The Food” (na żywo)
9. „Real People”
10. „They Say”
11. „It’s Your World”